# Atopische Dermatitis des Hundes

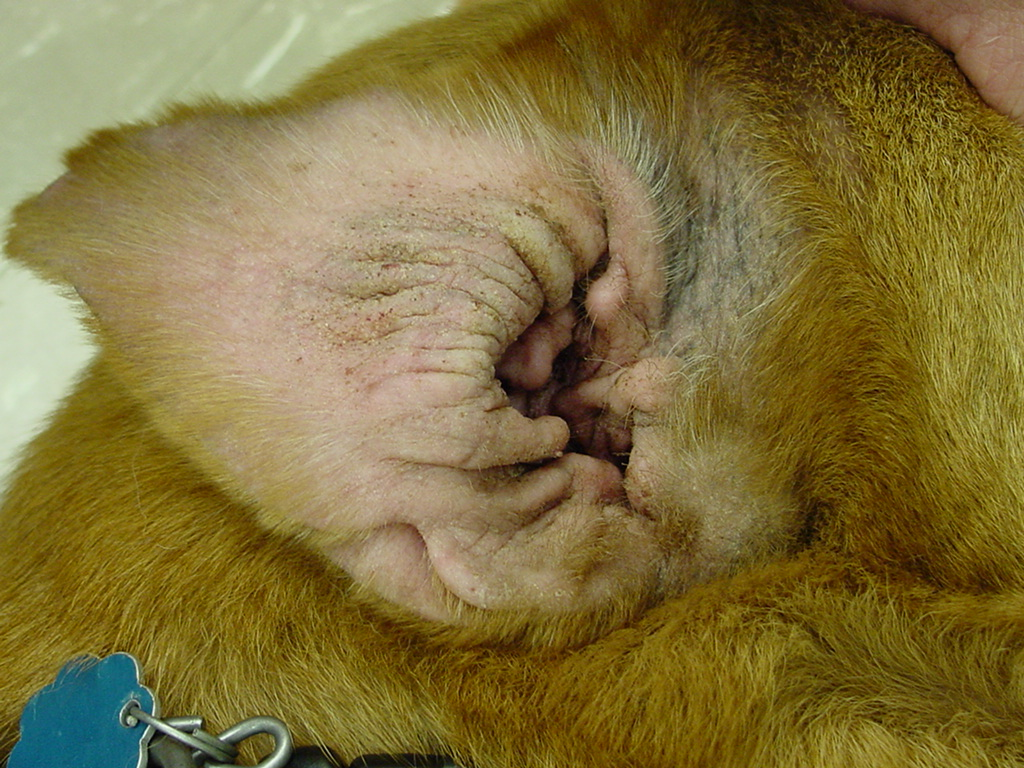
Chronische Ohrentzündung bei einem atopischen Hund

Die atopische Dermatitis (AD) der Hunde ist eine häufigere, genetisch bedingte Hauterkrankung, die durch intensiven Juckreiz gekennzeichnet ist. Sie ist durch die Störung der natürlichen Hautbarriere, gesteigerte Empfindlichkeit gegenüber Allergenen und Störungen des Hautmikrobioms gekennzeichnet. Später können Selbsttraumatisierung und Begleiterkrankungen zu schweren Hautveränderungen führen. Eine atopische Dermatitis entwickelt sich bei Hunden meist innerhalb der ersten drei Lebensjahre. Die Behandlung ist oft erfolgreich, allerdings sehr langwierig. Sie beruht auf mehreren Säulen wie Allergenvermeidung bzw. -reduktion, spezifischer Immuntherapie und/oder der Gabe das Immunsystem unterdrückender Wirkstoffe.

## Einteilung
Ab den 2010er Jahren wurde die atopische Dermatitis unterteilt:
- futterinduzierte atopische Dermatitis (FIAD, siehe Futterallergie)
- nicht-futterinduzierte atopische Dermatitis (NFIAD)
  - atopische Dermatitis im engeren Sinne (mit nachweisbarem spezifischen IgE)
  - Atopie-ähnliche Dermatitis (AAD, ohne nachweisbares spezifisches IgE)

Klinisch sind die Formen nicht voneinander abzugrenzen. In diesem Artikel wird nur die atopische Dermatitis im engeren Sinne dargestellt.

## Vorkommen und Ursache
Die atopische Dermatitis ist eine häufige Hauterkrankung bei Haushunden. Etwa 10–15 % der Hunde leiden an einer atopischen Dermatitis (Lit.: Peters, 2004). Es sind vor allem Hunde im Alter von sechs Monaten bis drei Jahren betroffen, eine Ersterkrankung jenseits des sechsten Lebensjahres ist unwahrscheinlich. Häufiger betroffene Rassen sind Boxer, Dalmatiner, English Setter, Golden Retriever, Irish Setter, Labrador Retriever, Lhasa Apso, Shar-Pei, Shih-Tzu und Terrier.
Die Ursache und Entstehung der Erkrankung ist, wie bei der atopischen Dermatitis des Menschen, noch nicht vollständig aufgeklärt. Vermutet wird eine genetisch bedingte Störung der Hautbarriere und eine Störung der Immunabwehr, die zu einer Überempfindlichkeit gegenüber Fremdstoffen führt und die zusammen mit Umgebungsfaktoren zum Ausbruch der Erkrankung führt. Die Erkrankung wird vor allem durch T-Zellen vermittelt.
Der allergieauslösende Stoff (Allergen) wird hauptsächlich über die Haut (perkutan) aufgenommen, aber auch durch Einatmung oder orale Aufnahme. Als Allergene kommen zahlreiche Antigene wie Hausstaubmilben, Vorratsmilben, Pollen, Schimmelpilze, Gräser, Insekten, Tierhaare und anderes in Betracht, wobei Milben für etwa 60 % der Fälle verantwortlich sind. Während durch Milben bedingte Atopien ganzjährig auftreten, sind durch Pollen und Gräser ausgelöste Formen vor allem im Frühjahr und Sommer zu beobachten. Die Störung der Barrierefunktion der Haut ermöglicht das Eindringen von Allergenen. sie wird durch Reduktion der zwischen den Zellen der Hornschicht liegenden Lipide, bei einigen Formen auch des Filaggrins bedingt. Hunde mit einer atopischen Dermatitis zeigen eine deutliche Veränderung der Fettzusammensetzung der Haut. Gegenwärtig ist aber noch unklar, ob dies Ursache oder Folge der Erkrankung ist. Zudem spielen Gene, die die Menge der Ig E, die Lymphozyten und die Rezeptoren für das Interleukin TSLP (Thymic stromal lymphopoietin) beeinflussen eine Rolle. TSLP wird von den Keratinozyten betroffener Hunde vermehrt gebildet. In der Anfangsphase verursachen T-Zelle eine abnorme Immunantwort und die Interleukine IL-4, IL-5, IL-6, IL-13 und IL-31 werden vermehrt ausgeschüttet. Bei chronischen Verlauf sind Th1-, Th2-, Th17- und Th22-Reaktionen dominierend. Aktuelle Untersuchungen legen nahe, dass zusätzliche eine Störung der Hautflora an der Krankheitsentstehung beteiligt ist. Auch hier ist noch unklar, ob dies Ursache oder Folge der Erkrankung ist.
Die Erkrankung wird durch verschiedene weitere Faktoren beeinflusst. Dazu gehören Stress, hohe Luftfeuchtigkeit, warme Umgebungstemperaturen, hautzreizende Stoffe, sekundäre Infektionen (Pyodermie, Malassezien-Dermatitis), Kreuzreaktionen mit anderen Allergenen oder Xerosis. Jeder dieser Faktoren kann zum Überschreiten des Schwellenwerts für Juckreiz führen (threshhold phenomen) und damit zum Ausbruch oder zu einer akuten Verschlechterung der Erkrankung beitragen. Kontakt zu anderen Tieren, ländliche Umgebung und ein großer Haushalt senken das Risiko einer atopischen Dermatitis.

## Klinisches Bild
Das wichtigste und anfangs auch einzige Symptom der atopischen Dermatitis ist Juckreiz (Pruritus). Juckreiz kommt zwar auch bei zahlreichen anderen Hauterkrankungen vor, aber fehlender Juckreiz schließt eine atopische Dermatitis bereits aus. Primäre Hautveränderungen (Primäreffloreszenzen) gibt es allenfalls in Form von Rötungen (Erythema) oder Knötchen (Papeln), diese können aber auch ganz fehlen (Pruritus sine materia). Die Intensität des Juckreizes kann abhängig von der Antigenmenge wechseln („wax and wane“) und erst durch zusätzliche Faktoren wie Umgebungstemperatur, Stress, Feuchtigkeit oder Parasitenbefall einen Schwellenwert überschreiten.
Der Juckreiz zeigt sich vor allem in Regionen mit einer dünnen Haut und einer erhöhten mechanischen Belastung, da mikroskopisch kleine Hautverletzungen (Mikrotraumen) offenbar den Eintritt der Allergene fördern. Die häufigsten Lokalisationen sind Kopf (Lefzen, Augenumgebung, Ohr) und/oder Pfoten. Weiterhin können die Beugeseiten des Ellbogens, des Vordermittelfußes und des Sprunggelenks, die Achselgegend, die Leistenregion und der Bauch betroffen sein. Als rassespezifische Lokalisation gilt bei Boxer, Staffordshire Bullterrier und Neufundländer die Halsunterseite. Der Rücken ist dagegen primär nie betroffen.
Im weiteren Verlauf kommt es aber schnell zu sekundären Hautveränderungen (Sekundäreffloreszenzen) durch das Kratzen, Scheuern, Belecken (Fellverfärbung) oder Benagen der juckenden Hautpartien. Hierbei können praktisch alle Sekundäreffloreszenzen (oberflächliche Hautdefekte, Knötchen, Eiterbläschen, starke Schuppenbildung), bei längerem bestehen auch Haarausfall und Hautverdickung auftreten. Durch bakterielle Sekundärinfektion kann eine eitrige Hautentzündung (Pyodermie), durch übermäßige Entwicklung der Hautflora eine Malasseziendermatitis auftreten. Am Ohr kann eine chronische Ohrentzündung (Otitis externa), an den Füßen eine chronische Pododermatitis entstehen.
Ähnlich wie beim Menschen prädisponiert die atopische Dermatitis das Entstehen einer Mycosis fungoides (ein T-Zell-Lymphom der Haut). Der Mechanismus ist nicht bekannt, auch nicht, ob überhaupt ein direkter kausaler Zusammenhang besteht. Die Erkrankung tritt aber bei Hunden mit einer vorberichtlichen Atopie mit einer zwölffach höheren Wahrscheinlichkeit auf.

## Diagnose

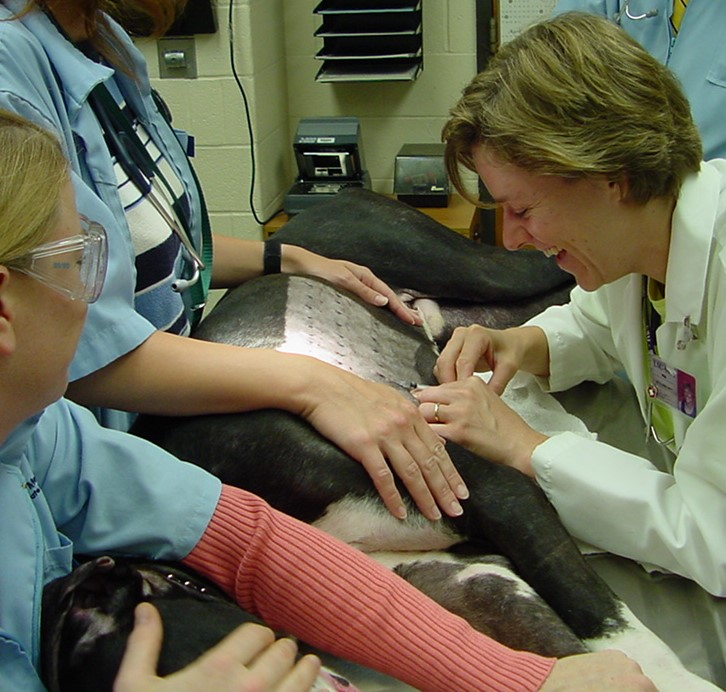
Intrakutantest bei einem Hund

Die Diagnose ist klinisch nur schwierig zu stellen. Frühformen werden vom Besitzer häufig nicht erkannt oder nicht ernst genommen, so dass der Tierarzt zumeist Tiere mit fortgeschrittener atopischer Dermatitis und den unspezifischen Sekundäreffloreszenzen vorgestellt bekommt. Einschlusskriterien sind:
1. Beginn vor dem dritten Lebensjahr
2. vorwiegende Haltung im Haus
3. auf Glucocorticoide ansprechender Juckreiz
4. chronische oder immer wiederkehrende Malassezien-Dermatitis
5. Vorderpfoten sind betroffen
6. Ohrmuscheln sind betroffen
7. Ohrränder sind nicht betroffen
8. Rückenpartie ist nicht betroffen.

Treffen fünf der acht Kriterien zu, ist eine atopische Dermatitis wahrscheinlich. Die Sensitivität liegt dann bei 0,85, die Spezifität bei 0,79. Dies bedeutet, dass bei 15 % der Tiere eine atopische Dermatitis fälschlicherweise ausgeschlossen wird und bei fast 20 % eine solche fälschlicherweise vermutet wird. Sind sechs Kriterien erfüllt, liegt die Sensitivität nur noch bei 58 %, die Spezifität steigt aber auf 89 %.
Differentialdiagnostisch müssen vor allem andere Allergien wie Flohbefall, Floh- und Futterallergie ausgeschlossen werden, die aber auch gleichzeitig mit einer Atopie auftreten können, sowie Räudemilbenbefall, Pyodermien anderer Genese und Demodikose, wobei letztere primär ohne Juckreiz verläuft. Eine Ausschlussdiät ist zur Abgrenzung der futtermittelbedingten Allergien auf jeden Fall sinnvoll.
Die Ermittlung des Allergens kann über den sogenannten Fcε-Rezeptortest erfolgen, mit dem freie IgE-Antikörper im Serum nachgewiesen werden können. Aussagekräftiger ist ein Intrakutantest, bei dem verschiedene Allergene in die Haut gespritzt werden und – im positiven Falle – eine Reaktion an der entsprechenden Stelle auslösen. Beide Allergietests dienen eher zur Erkennung allergieauslösender Faktoren, die eigentliche Diagnose „atopische Dermatitis“ wird immer klinisch gestellt, denn auch beim Intrakutantest können sowohl gesunde Hunde als auch Atopiker gleichermaßen reagieren. Etwa 30 % der Atopiker zeigen einen falsch negativen Intrakutantest. Dieses Nachweisverfahren wird vor allem durch verschiedene Arzneistoffe negativ beeinflusst, unter anderem durch Antihistaminika, Glucocorticoide, β2-Agonisten und Bronchodilatatoren. Dagegen ist der Fcε-Rezeptortest robuster, lediglich bei Gabe von Langzeitkortikoiden wird eine Wartezeit von 28 Tagen empfohlen.

## Therapie
Die atopische Dermatitis wird am wirksamsten durch eine Therapie, die auf mehreren Säulen beruht, behandelt.

### Allergenvermeidung und Hyposensibilisierung
Die Ursachenbeseitigung ist, weil das auslösende Allergen entweder unbekannt ist oder nicht aus der Umgebung des Hundes entfernt werden kann, nur selten möglich. Auf jeden Fall kann eine Bekämpfung der Hausstaubmilben (ein häufigerer Auslöser einer atopischen Dermatitis) versucht werden. Eine Studie konnte dies durch die Anwendung von Benzylbenzoat erreichen. Zum Minimierung von Vorratsmilben sind eine gute Futterplatzhygiene und Lagerung des Trockenfutters in geschlossenen Gefäßen notwendig.
Ist das Allergen durch Allergietests bekannt, kann eine Hyposensibilisierung (Allergen-Immuntherapie) durchgeführt werden. Hierbei wird durch eine langsam ansteigende Verabreichung des Allergens versucht, die allergische Reaktion zum Stillstand zu bringen. Die Behandlung ist langwierig und erfordert viel Kooperationsbereitschaft und Geduld seitens des Hundehalters, die Erfolgsquote liegt aber bei etwa 50 bis 80 %, etwa die Hälfte der Hunde benötigt zumindest temporär eine zusätzliche symptomatische Behandlung. Neue technische Ansätze der Hyposensibilisierung sind die Verabreichung des Allergens über die Maulschleimhaut (sublingual immunotherapy, SLIT) oder in einen Lymphknoten (intralymphatische Immuntherapie) bzw. die Verwendung chemisch modifizierter Allergene (Allergoide). Während die SLIT nebenwirkungsärmer als die klassische Verabreichung durch Injektionen ist, scheinen die beiden anderen Verfahren eine schnellere Hyposensibilisierung mit nur wenigen Injektionen zu erzielen.
Die Allergen-Immuntherapie ist relativ sicher, Nebenwirkungen sind selten. Sie muss aber lebenslang fortgesetzt werden. Die Behandlungsintervalle können aber deutlich verlängert werden.

### Medikamentöse Therapie
Die dritte Behandlungsmöglichkeit ist die Bekämpfung des Juckreizes.

#### Prednisolon
Am wirksamsten ist die orale Verabreichung von Prednisolon, wobei die Dosis und Verabreichungsfrequenz möglichst schnell gesenkt werden müssen. Da Prednisolon das Immunsystem abschwächt, können sich nach Anfangserfolgen die Symptome plötzlich wieder verstärken, da natürlich vorhandene Bakterien, Malassezien und Demodex-Milben plötzlich eine klinisch manifeste Hauterkrankung auslösen. Zudem besteht ein hohes Risiko, eine Zuckerkrankheit auszulösen. Mit Prednisolon stellen sich zwar schnell Erfolge ein, aber die Behandlung hat zahlreiche Nebenwirkungen und sollte damit zeitlich auf maximal drei Monate beschränkt werden, eignet sich also nur für saisonal auftretende Allergene. Lokal angewendete Glucocorticoide wie Hydrokortison haben den Vorteil, dass sie weniger systemische Nebenwirkungen haben. Sie können aber eine Hautatrophie, Wundheilungsstörungen, Mitesser, Haarausfall, Schuppen oder eine Verkalkung der Haut auslösen.

#### Lokivetmab
Seit 2017 ist Lokivetmab ein monoklonaler Antikörper gegen Interleukin 31 verfügbar, welches beim Hund maßgeblich an der Entstehung des Juckreizes beteiligt ist. Die Behandlung erfolgt durch monatliche subkutane Injektion. Allerdings ist Lokivetmab bei etwa 12 % der Hunde nicht wirksam. Die Erfolgsquote liegt bei 80 %. Nebenwirkungen sind selten, manchmal treten Abgeschlagenheit und Erbrechen auf. Die Wirkung kann durch Bildung von gegen Lokivetmab gerichtete Antikörper nachlassen. Da der Wirkstoff nicht die Immunantwort beeinflusst und in den Zellen zu Aminosäuren abgebaut wird gibt es keine Wechselwirkungen mit anderen Medikamenten, so dass der Wirkstoff auch bei alten Hunden mit weiteren Begleiterkrankungen eingesetzt werden kann.

#### JAK-Inhibitoren
Der 2013 auf den Markt gekommene Inhibitor der Januskinase-1 Oclacitinib hemmt Entzündung und Juckreiz und hat sich bereits vielfach in der Behandlung der atopischen Dermatitis bewährt. Der Wirkstoff zeigt keine Wechselwirkung mit anderen Wirkstoffen und auch nicht mit Allergietests, er sollte aber nicht bei schweren Infektionen, Demodikosen oder Neoplasien eingesetzt werden und ist erst ab einem Alter von 12 Monaten zugelassen. Bei Langzeitanwendung kann es zu Hautinfektionen kommen. Das in der Literatur beschriebene vermehrte Auftreten von, meist gutartigen Hauttumoren konnte in einer neueren großen Studie nicht bestätigt werden. Da der Wirkstoff eine leichte Abnahme bestimmter weißer Blutkörperchen (Lymphopenie, Neutropenie) verursachen kann, wird eine jährliche Blutkontrolle empfohlen. Manchmal kommt es nach dem Absetzen oder nach einer Dosisreduktion zu einem Rebound, das heißt die Erkrankung tritt wieder und zumeist schwerer auf.
Das erst 2025 auf den europäischen Markt eingeführte Ilunocitinib ist ebenfalls ein Januskinasehemmer und zeigte in einer Studie noch bessere Wirksamkeit als Oclacitinib bei gleichem Sicherheitsprofil.

#### Ciclosporin
Die orale Gabe von Ciclosporin, welches die Entzündungsreaktionen in der Haut stark herabsetzt und damit den Juckreiz wirkungsvoll beseitigen kann, ist eine lang etablierte Behandlungsform. Allerdings ist zu beachten, dass der Wirkungseintritt verzögert ist, manchmal erst nach vier oder gar acht Wochen. Wie bei der Prednisolon-Therapie wird die Dosis allmählich gesenkt. Bei etwa einem Viertel der Patienten gibt es Nebenwirkungen wie Erbrechen und Durchfall. Weitere Nebenwirkungen sind Hirsutismus, Zahnfleischwucherungen eine hyperplastische Dermatitis, die aber nach Absetzen wieder verschwinden. Da die Immunantwort gesenkt wird, können auch vermehrt Infektionen auftreten. Eine ähnliche Wirkungsweise zeigt Tacrolimus, welches lokal auf die Haut aufgetragen wird.

#### Weitere Wirkstoffe
Antihistaminika wie Cetirizin, Chlorpheniramin, Hydroxyzin oder Terfenadin angewendet werden, wobei Cetirizin am besten wirksam ist. Allerdings spielt Histamin bei Hunden nur eine untergeordnete Rolle als Vermittler des Juckreizes, so dass Antihistaminika nur in wenigen Fällen und nie als alleiniges Mittel wirken. Bei Pyodermie sind sie vollkommen wirkungslos.
Die Gabe von Pentoxifyllin hemmt auf Grund seiner immunmodulierenden Wirkung die Freisetzung von Zytokinen und führt meist zu einer Reduktion des Juckreizes und damit einer klinischen Besserung. Interferone vermindern die Aktivität von Th2-Zellen und damit die IgE-Produktion, ob sie als alleinige Langzeittherapie geeignet sind, bedarf weiterer Untersuchungen. In einer aktuellen Studie konnte die Gabe von Cholecalciferol (Vitamin D3) eine deutliche Reduktion des Juckreizes und der Hautveränderungen bewirken.
Palmitoylethanolamid (PEA) ist ein bioaktives Lipid, das von geschädigten Hautzellen gebildet wird und Entzündung und Juckreiz vermindert. Eine Studie mit oraler Verabreichung von PEA führte zu einer deutlichen Verbesserung der Hautveränderungen und Verminderung des Juckreizes. Allerdings ist PEA in Deutschland bislang nicht erhältlich.
Probiotika können zu einer Verbesserung der Barrierefunktion der Haut und zu einer Senkung der Interleukin-10-Ausschüttung führen. Ihr Einsatz bei der atopischen Dermatitis zeigt aber widersprüchliche Ergebnisse. Auch die Behandlung mit Eiern von Fadenwürmern wie Trichuris vulpis (Hundepeitschenwurm) oder Uncinaria stenocephala kann – ähnlich wie der Einsatz von Eiern von Trichuris suis beim Menschen – bei schweren Hautveränderungen zu einer Verbesserung der Symptomatik führen.
Zeigen Prednisolon, Oclacitinib, Lokivetmab oder Ciclosporin keine oder keine ausreichende Wirkung, kann auch der Einsatz von Masitinib erwogen werden, wobei aber in 16 % der Fälle mit mittleren bis schweren Nebenwirkungen zu rechnen ist.

### Unterstützende Maßnahmen
Unterstützende Maßnahmen sind in jedem Fall sinnvoll, als Alleintherapie aber nur selten ausreichend. Die Gabe von essentiellen Fettsäuren (hochwertige Speiseöle, Spezialpräparate) kann die Symptomatik nach einigen Wochen deutlich verbessern und hat einen medikamentensparenden Effekt. Ein Verhältnis von Omega-3- zu Omega-6-Fettsäuren von 5–10:1 wird als optimal angesehen.
Eine Shampoonierung ist stets unterstützend sinnvoll. Sie sollte zweimal pro Woche durchgeführt werden. Vor allem Shampoos auf der Basis von Chlorhexidin verhindern sekundäre Begleiterkrankungen durch Malassezien oder Bakterien. Darüber hinaus entfernen sie Allergene, Schweiß und Entzündungsprodukte von der Hautoberfläche und unterstützen die Verheilung von Hautschäden und damit die Herstellung der natürlichen Barrierefunktion der Haut.